# Dirty Work in a Laundry
Dirty Work in a Laundry er en amerikansk stumfilm fra 1915 af Ford Sterling.

## Medvirkende
- Ford Sterling
- Minta Durfee
- Harry Bernard